# Sin Bandera (álbum)
Sin Bandera es el título del álbum debut de estudio homónimo grabado por el dúo musical Sin Bandera. Fue lanzado al mercado bajo el sello
discográfico Sony Discos el 11 de diciembre de 2001. Fue producido por el cantautor mexicano Áureo Baqueiro y cuenta con 10 canciones de la autoría de Leonel García y Noel Schajris. 
El álbum ganó el Premio Grammy Latino al Mejor Álbum Vocal Pop Dúo o Grupo y nominado al Premio Grammy Latino al Mejor Nuevo Artista en la 3°. edición de los Premios Grammy Latinos celebrada el miércoles 18 de septiembre de 2002 y además recibió una nominación al Premio Grammy al Mejor Álbum de Pop Latino en la 45°. entrega anual de los Premios Grammy celebrada el domingo 23 de febrero de 2003, pero perdió contra Caraluna de Bacilos. En abril de ese mismo año, el disco recibió certificado de 2xPlatino en los Estados Unidos de Norteamérica por su más de 200 mil discos vendidos. Además de recibir disco de platino en México por sus más de 150 mil álbumes vendidos. En ese mismo año, recibieron certificado de Platino en Argentina por sus 40 mil discos vendidos. Forma parte de la lista de  los 100 discos que debes tener antes del fin del mundo, publicada en 2012 por Sony Music.

## Lista de canciones

### CD
| Sin Bandera |                                      |                                                |          |  |
| N.º         | Título                               | Escritor(es)                                   | Duración |  |
| 1.          | «Para alcanzarte»                    | Leonel García · Noel Schajris                  | 4:28     |  |
| 2.          | «Kilómetros»                         | Leonel García · Noel Schajris                  | 3:41     |  |
| 3.          | «A encontrarte» (con Áureo Baqueiro) | Áureo Baqueiro · Leonel García · Noel Schajris | 3:53     |  |
| 4.          | «A primera vista»                    | Leonel García                                  | 4:04     |  |
| 5.          | «Entra en mi vida»                   | Leonel García · Noel Schajris                  | 4:09     |  |
| 6.          | «Te vi venir»                        | Leonel García                                  | 3:15     |  |
| 7.          | «Sirena»                             | Áureo Baqueiro · Leonel García                 | 4:28     |  |
| 8.          | «No neguemos el amor»                | Camila Vial De Grenade · Noel Schajris         | 4:28     |  |
| 9.          | «Si me besas»                        | Leonel García · Noel Schajris                  | 4:11     |  |
| 10.         | «Ves»                                | Leonel García · Noel Schajris                  | 3:34     |  |
| 44:10       |                                      |                                                |          |  |

## Certificaciones
| País   | Organismo certificador | Certificación | Ventas certificadas | Ref.  |
| ------ | ---------------------- | ------------- | ------------------- | ----- |
| México | AMPROFON               | Platino       | 150 000             | [ 8 ] |